# Melanie La Barrie
Melanie La Barrie (Trinidad e Tobago, 1974) è un'attrice e cantante trinidadiana, nota soprattutto per il suo lavoro nel teatro musicale.

## Biografia
Nata a Trinidad e Tobago, La Barrie aspirava a diventare un'attrice fin dalla giovane età. Incoraggiata dai suoi insegnanti di scuola a competere in gare di musica calypso, all'età di otto anni si esibiva gia' regolarmente sul palco.
Nel 2000 fu scelta con un gruppo selezionato di attori per interpretare la commedia trinidadiana Clear Water a Londra. Mentre era nel Regno Unito le è stata offerta una rappresentanza da un agente locale e ha fatto il suo debutto nel West End londinese.

### Teatro Musicale
La Barrie debutta nel West End in Ragtime nel 2003. In seguito interpreta il ruolo della protagonista Ma Rainey in Ma Rainey's Black Bottom, alla Liverpool Playhouse nel 2004.
Nel 2004-2005 ha fatto parte del cast originale del musical Mary Poppins, nel ruolo della signora Corry. Nel cast Laura Michelle Kelly nel ruolo di Mary Poppins, Gavin Lee nel ruolo di Bert, David Haig nel ruolo di Mr Banks e una giovane Carrie Hope Fletcher nel ruolo di Jane Banks. Lo spettacolo era diretto da Richard Eyre e coreografato e co-diretto da Matthew Bourne.
La Barrie ha poi interpretato Mme Thenardier in Les Miserables nel 2008.
Nel 2010 La Barrie è stata scelta come signora Phelps nel musical Matilda della Royal Shakespeare Company. È rimasta nel ruolo anche dopo il trasferimento dello spettacolo al Cambridge Theatre di Londra.
Nel 2018 La Barrie ha assunto il ruolo di Madame Morrible in Wicked, recitando al fianco di Alice Fearn (Elphaba), Sophie Evans (Glinda) e Bradley Jaden (Fiyero).
Nel 2019 è stato annunciato che La Barrie avrebbe interpretato il ruolo di Angelique, la balia di Giulietta, nel musical JukeBox di Max Martin & Juliet. Il musical fu presentato in anteprima alla Manchester Opera House, e poi spostato allo Shaftesbury Theatre di Londra. Lo spettacolo fu sospeso nel marzo 2020 a causa del COVID-19.
Nel febbraio 2022 La Barrie è apparsa nel ruolo di Mama Rose in un concerto del musical Gypsy. Ha condiviso il ruolo con altre sei attrici, Tracie Bennett, Keala Settle, Nichola Hughes, Rebecca Lock, Samantha Spiro e Sally Ann Triplett.
La Barrie ha poi ripreso il ruolo di Angelique nella premiere nordamericana di & Juliet a Toronto nel 2022. Ha poi continuato nello stesso ruolo quando il musical si è trasferito a Broadway, e ha fatto il suo debutto sui palcoscenici di Broadway. Il musical è ancora in scena allo Stephen Sondheim Theatre.
Dal 10 febbraio 2024 La Barrie interpreta il personaggio di Ermes nel cast del West End di Hadestown, in un ruolo che era stato interpretato da André De Shields quando lo spettacolo era in scena a Broadway.

### Musica
La Barrie ha pubblicato due dischi di musica calypso, con il nome Melanie Hudson, nella nativa Trinidad. Il primo di questi, Comin' Out, ha come singolo principale I Will Always Be There For You, che divenne un grande successo nel suo paese natale.
Il suo secondo LP, Melanie, è stato pubblicato nel 1992.

## Teatro
- Ragtime, Piccadilly Theatre di Londra (2003)
- Ma Rainey's Black Bottom, Playhouse di Liverpool (2004)
- Mary Poppins, Hippodrome di Bristol e Prince Edward Theatre di Londra (2004-2006)
- Daddy Cool, Shaftesbury Theatre di Londra (2006-2007)
- Les Misérables, Queen's Theatre di Londra (2007-2008)
- Matilda the Musical, Cambridge Theatre di Londra (2011-2013)
- Bakkhai, Almeida Theatre di Londra (2015)
- Breakfast at Tiffany's, Tour inglese e Theatre Royal Haymarket di Londra (2016)
- Wicked, Apollo Victoria Theatre di Londra (2017-2019)
- & Juliet, Opera House di Manchester e Shaftesbury Theatre di Londra (2019-2022)
- Dick Whittington, Royal National Theatre di Londra (2020)
- & Juliet, Princess of Wales Theatre di Toronto e Stephen Sondheim Theatre di Broadway (2022-2023)
- Hadestown, Lyric Theatre di Londra (2024- )

## Filmografia

### Cinema
- London Road, regia di Rufus Norris (2015)

### Televisione
- EastEnders - Serie TV, 1 episodio (2001)
- Casualty - Serie TV, episodi 18xE23,18x24 (2004)

## Riconoscimenti
- WhatsOnStage Awards
  - 2020 - Candidatura per la miglior attrice non protagonista in un musical per & Juliet